# Pablo Bozzi
Pour les articles homonymes, voir Bozzi.
Pablo Bozzi est un disc jockey et producteur et disc jockey français de musique électronique. Il est un ancien membre des groupes Imperial Black Unit et Infravision, et membre de Soft Crash depuis 2020.
Après avoir grandi à Toulouse, Pablo Bozzi déménage à Berlin, en Allemagne, en août 2017 pour rejoindre son ami Templer qui y habitait déjà. Il se produit d'abord sous le pseudonyme Lapse of Reason en se concentrant sur de l'electronic body music (EBM) sombre, avant de changer de style à la fin de l'année 2019 et de commencer à se produire sous son vrai nom, afin de produire un son plus personnel, avec des sonorités entre l'EBM et l'italo disco, qualifiée d'« Italo body music ».

## Biographie

### Jeunesse
Pablo Bozzi grandit à Toulouse. Il passe dix ans au conversatoire nationale de Toulouse, jusqu'à l'âge de quinze ans, avec pour instrument le clavecin avant de découvrir puis de commencer à produire de la musique électronique au lycée,. Si cette formation lui a donné ses connaissances en théorie de la musique, il considère toutefois que son bagage en musique classique l'a un temps bridé en termes de créativité. Il découvre l'italo disco et la synthwave grâce à son père italien,.
En 2018, il obtient un diplôme de design sonore à Montpellier,.

### Carrière solo
Pablo Bozzi déménage à Berlin, en Allemagne, en août 2017 pour rejoindre son ami Templer qui y habitait déjà,. Il reste néanmoins attaché à la ville de Toulouse et fait souvent des allers-retours entre les deux villes pour participer au collectif Toulouse Gouffre Club. Ce dernier avait pour objectif de mettre en avant les artistes de Toulouse et toute la diversité des genres de la scène toulousaine électro que l'on peut y retrouver (EBM, italo disco, downtempo oriental, rave, dub, breakbeat, bass, IDM, techno). Le collectif était composé des artistes suivant : A Strange Wedding, Arabian Panther, Blind Delon, ERROR508, Jan Loup, Kendal, Ravenn et The Homeopathics),. Il participe également au label toulousain Ritmo Fatale, fondé par Kendal et Paul Guglielmi. Sur lequel il sort les sons Body Double et Reach for the Lasers respectivement sur les EP Mirror Fantasy et Velvet Dream en 2020.
Il se produit d'abord sous le pseudonyme Lapse of Reason en se concentrant sur de l'electronic body music (EBM) sombre, avant de changer de style à la fin de l'année 2019 et de commencer à se produire sous son vrai nom, afin de produire un son plus personnel, avec des sonorités entre l'EBM et l'italo disco, qualifiée d'« Italo body music ».
Pablo Bozzi est résident du Khidi club (Géorgie), membre du label Bite. Par ailleurs Pablo Bozzi dirige le label Second Sight,. L'objectif de ce dernier est de mettre en avant un type de son hybride. Pablo Bozzi a sorti 2 various artists (VA) intitulés Unknown Prospect Vol.1 en mars 2023 et Unknown Prospect Vol.2 en février 2024.
En 2022, il enregistre au Khidi club, à Tbilissi en Géorgie, un DJ set pour Boiler Room, qui est ensuite relevé par Les Inrockuptibles comme un des sets « les plus emblématiques » du promoteur. Par ailleurs, il collabore en juin 2022 avec la radio FIP et Hervé Déjardin pour produire un set live en son spatialisé à l'Hôtel de la Monnaie, à Paris.
Par ailleurs Pablo Bozzi mixe régulièrement en B2B avec Jennifer Cardini et a aussi produit sur le label de cette dernière, Dischi Autunno, différents single et EP comme l'EP Last Moscow Mule en 2020, l'album Ghost of Chance en 2022,  et l' EP Fantasy en 2024.

### Imperial Black Unit (2018–2020)
Pablo Bozzi (à cette époque sous le pseudonyme de Lapse of Reason) forme en 2017 avec un autre toulousain, Templer, le duo Imperial Black Unit. Ils produisent ensemble de l'electronic body music voire de la techno industrielle. Toutefois, ce duo est à l'arrêt depuis que Pablo Bozzi se produit sous son vrai nom et se concentre sur le genre de l'Italo Body Music .

### Infravision (2019–2024)
Pablo Bozzi rencontre Kendal par le biais du collectif Toulouse Gouffre club par lequel ils se sont liés d'amitié. En 2019, Pablo Bozzi encore sous le nom de scène de Lapse of Reason, collabore avec Kendal sur le son Corpo Meccanico figurant sur l'EP Manifesto sorti chez Moustache Records, label de David Vunk. C'est à la suite de cela que les deux natifs de Toulouse forment ensemble Infravision. Le 31 juillet 2021, ils enregistrent un dj set pour Boiler Room à Gdańsk en Pologne. Ils ont notamment produit l'album Illegal Future qui sort sur le label   Fleish de Zanias en 2021 et le single That Beat In My Heart  en 2022 qui est une reprise du son Let the Beat Hit 'Em de Lisa Lisa & Cult Jam. En mars 2024, le tandem annonce sa séparation avec un communiqué. Pour clôturer l'aventure, une tournée finale est organisée, en avril et mai 2024 comprenant deux All Night long, le premier au Bikini à Toulouse et le second au Trabendo à Paris, auquel s'ajoute un set lors du closing day des Nuits Sonores 2024 à Lyon.

### Soft Crash (depuis 2020)
À partir de 2020, il forme avec l'américain résident du Berghain, Phase Fatale, le projet Soft Crash, le pseudo du projet vient de la fusion deux titres de livres de science-fiction dystopique : « The Soft Machine » de William S. Burroughs et « Crash » de JG Ballard. Ensemble, ils produisent l'album Your Last Everything en 2022. Ce dernier adopte une esthétique cyberpunk et est apprécié par Broke Magazine, qui note que le duo produit un « nouveau chapitre dans leur exploration de la relation entre la technologie et le corps », tandis que The Fader loue le single Artificial Tears. En 2024, le duo produit l'extended play (EP) NRG.

## Style musical

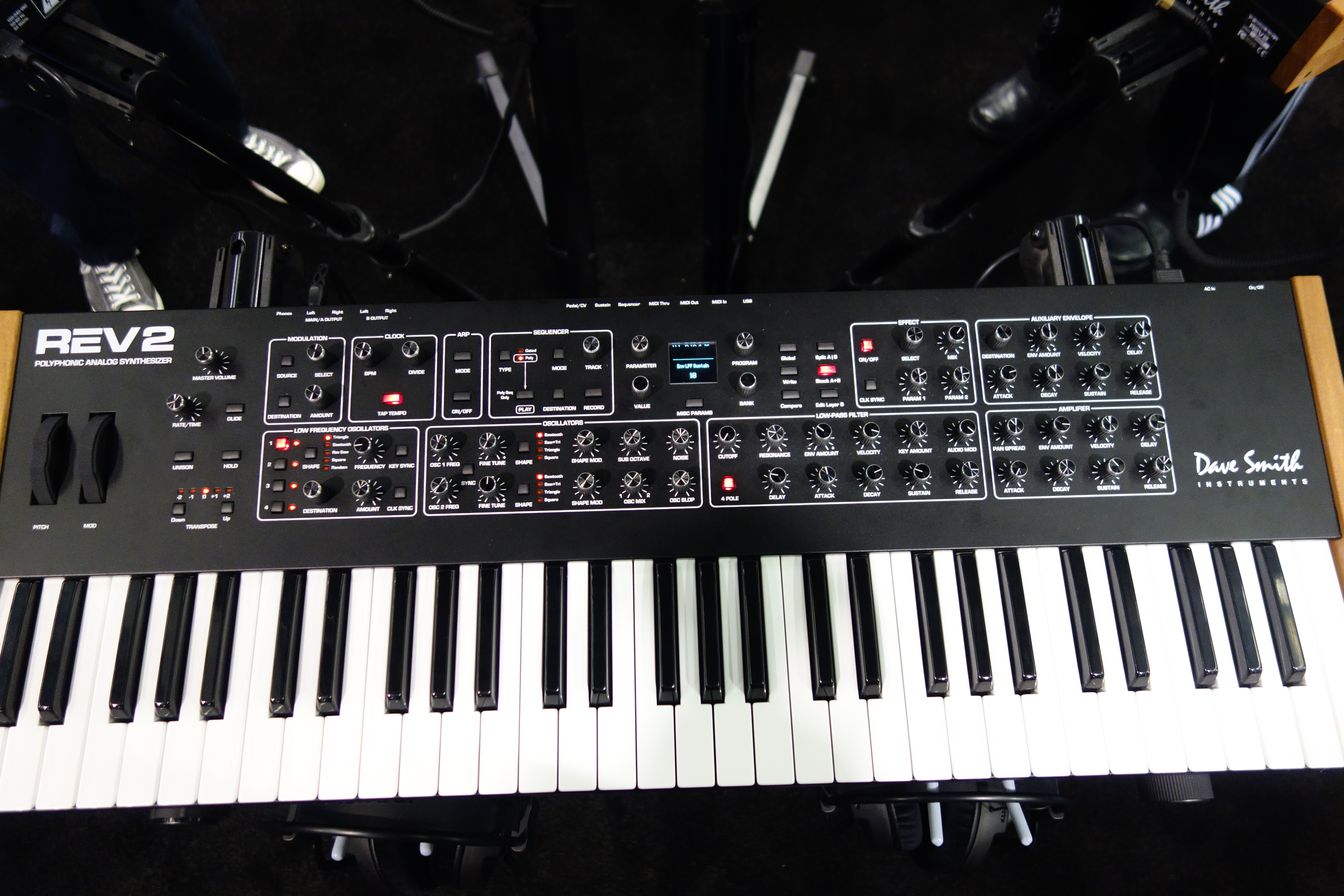
Pablo Bozzi produit notamment un synthétiseur Sequential Circuits Prophet Rev2.

Pour produire sa musique, il utilise plusieurs synthétiseurs, dont un Sequential Circuits Prophet Rev2 ou un Korg Wavestate, ainsi que des pédales d'effets. Il dispose aussi de boîtes à rythme mais utilise uniquement celles du logiciel Ableton pour ses productions.
Son style musical (en solo et avec Infravision) est qualifié d'Italo Body Music, fusion de l'italo disco et de divers genre comme l'electronic body music (EBM), la trance 90's, l'électro pour en créer un style qui lui est propre. Ce style est parfois qualifié humoristiquement d'« Italo Bozzi Music »,,. Il participe ainsi avec Kendal à un renouvellement de l'italo disco au début des années 2020,.
Dans ses productions, il s'inspire des productions musicales du cinéma issus des genres de la science-fiction, ou du giallo . Avec Kendal, ils évoquent notamment les cinéastes Dario Argento, John Carpenter, David Cronenberg ou David Lynch,,.
Comme inspirations musicales, Pablo Bozzi cite par exemple D.A.F., Sandy Marton, ou I-F (en). Il écoute également du rap, du rock psychédélique et de la downtempo.

## Discographie

### Albums studio
- 2022 : Ghost of Chance (Dischi Autunno)

### EP
- 2019 : Sorrows (aufnahme + wiedergabe) (sous le nom Lapse of Reason)
- 2020 : Walk on Wire (Bite)
- 2020 : Last Moscow Mule (Dischi Autunno)
- 2022 : Street Reign (Pinkman)
- 2022 : Magnetisma (Bite)
- 2024 : Fantasy (Dischi Autunno)

### Singles
- 2018 : Go Away (sous le nom Lapse of Reason) (Khemia Records)
- 2020 : Sleepless Nights (Giallo Disco)
- 2021 : Storm in Dallas (Eskimo Recordings / N.E.W.S)
- 2023 : Danger Zone (Dischi Autunno)
- 2023 : Mindscape (Dischi Autunno)
- 2023 : Testify (Dischi Autunno)
- 2023 : Seventh Heaven (Toulouse Gouffre Club)
- 2024 : We Don't Know the Way, We just Say (avec Younger Than Me) (90's Wax)
- 2024 : Dance Portal (Second Sight)

### Remixes et édits
- 2020 : Minimize Contact Between People (Pablo Bozzi Remix) de Arnaud Rebotini
- 2020 : Living on Video (Pablo Bozzi Edit) de Trans-X
- 2021 : Alisand (Pablo Bozzi Edit) de Hugh Bullen
- 2021 : Bande organisée (Pablo Bozzi Take Off Edit)
- 2022 : Dark Allies (Pablo Bozzi Edit) de Light Asylum
- 2022 : All of That (Pablo Bozzi Remix) de SDH (Semiotics Department of Heteronyms) (Avant! Records)
- 2022 : Feel the Drive (Pablo Bozzi Edit) de Doctor's Cat
- 2023 : Into the Groove (Pablo Bozzi Edit) de Madonna
- 2023 : Toute première fois (Pablo Bozzi Remix) de Jeanne Mas (Warner Music France)
- 2024 : Only Friends (Pablo Bozzi Remix) de Herr Krank et Deborah aime la bagarre (Average records)
- 2024 : Let Love Shine (Pablo Bozzi Edit)

### Collaborations

#### Imperial Black Unit
- 2018 : State of Pressure (EP) (aufnahme + wiedergabe)
- 2019 : Will to Destroy (EP) (Bite) (avec Sarin)
- 2019 : Muder Under Establishment (EP) (aufnahme + wiedergabe)
- 2018 : The Soft Moon - Like a Father (remixes et édits) (Imperial Black Unit remix)
- 2019 : Harsh Mentor de Salve (Imperial Black Unit remix)  (remixes et édits) (aufnahme + wiedergabe)
- 2020 : Todo Avaricia (EP) (Fleish Records) (avec Reka)

#### Infravision
- 2020 : Terminal - She Lost Kontrol (single)
- 2022 : That Beat in My Heart (Dischi Autunno) (single)
- 2021 : Illegal Future (album) (Fleish Records)
- 2021 : It's A Sin (Infravision Remix) des Pet Shop Boys
- 2022 : Our Darkness (Infravision Remix) de Anne Clark

#### Soft Crash
- 2020 : Spritzkrieg (EP) (Bite)
- 2022 : Your Last Everything (album) (Bite)
- 2023 : Dolce Morte (single) (Eskimo Recordings / N.E.W.S)
- 2024 : NRG (EP) (Bite)
- 2024 : Machina (feat. Ms. BOAN - Mariana Saldaña) (Soft Crash Remix)

#### Lost Highway
- 2023 : The Hotel Room (EP) (avec Erica Li Lundqvist)